# Liste des abbés de l'abbaye Notre-Dame d'Ambronay

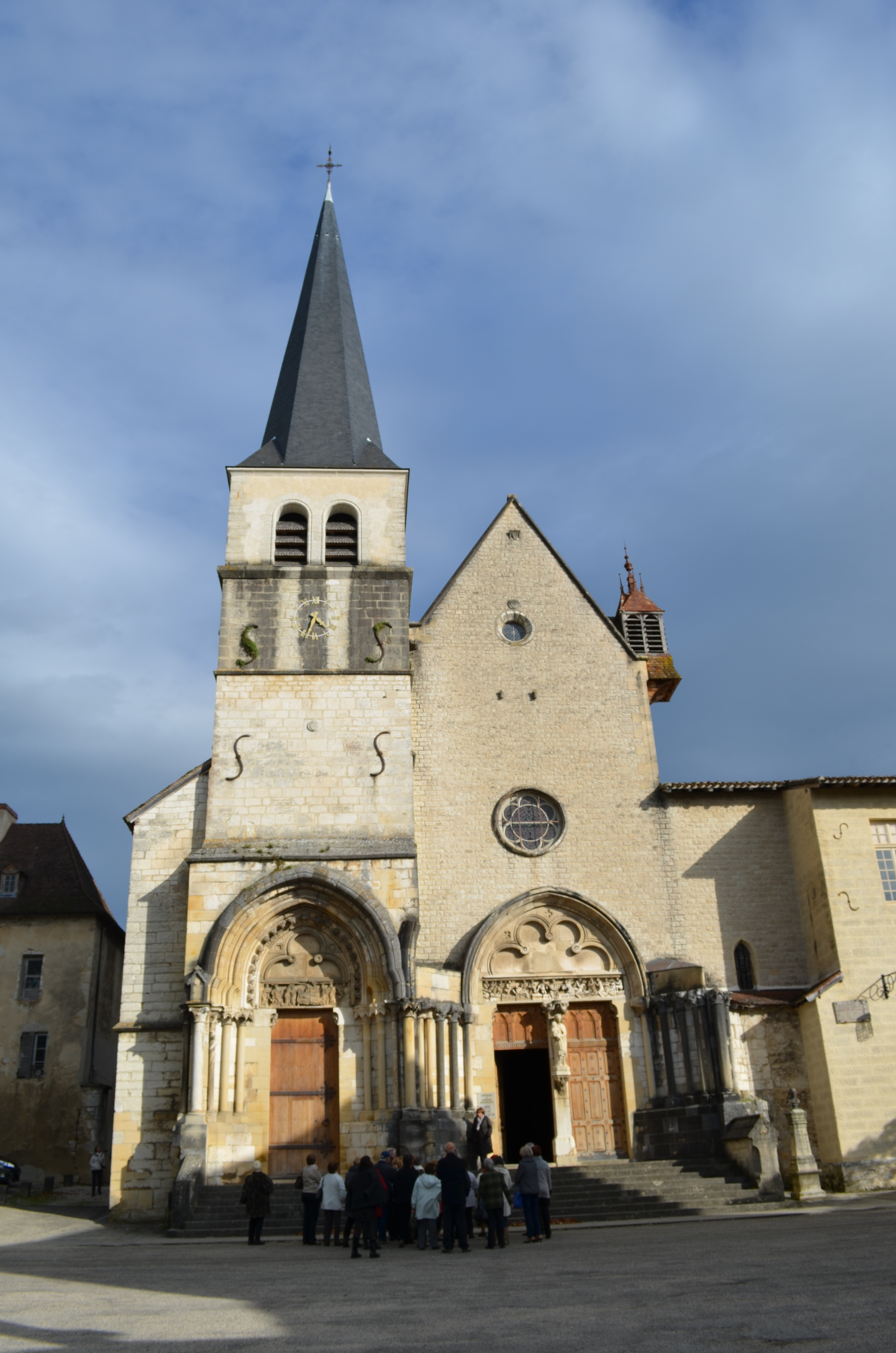
Vue de l'abbatiale Notre-Dame d'Ambronay.

La liste des abbés de l'abbaye Notre-Dame d'Ambronay recense les abbés nommés à la tête de l'abbaye Notre-Dame d'Ambronay, située Ambronay dans le département de l'Ain en France, de sa création par Barnard de Romans au IXe siècle jusqu'au XVIIIe siècle.
Dans son volume consacré à l'archidiocèse de Lyon, le Gallia Christiana établit une liste de cinquante abbés d'Ambronay reproduite ci-dessous,, complétée ou corrigée par des travaux contemporains.
L'ouvrage Topographie historique du département de l'Ain (1873), de l'archiviste Claude Guigue, cite quelques-uns d'entre-eux. L'érudit et homme politique Alexandre Bérard (1888), dans son ouvrage consacré à l'abbaye, produisait la liste des quarante noms donnée par le généalogiste Samuel Guichenon (XVIIe siècle). Cette dernière débutait avec l'abbé N…, puis le fondateur Barnard (Bernard), s'ensuit un vide jusqu'en 1100, puis la reprise de la liste abbatiale avec Didier jusqu'à François de Livron de Bourbonne, en 1650.

## Liste des abbés

### Premiers abbés
- v. 800 – v. 807 : N…, préposé par Barnard de Romans au gouvernement du monastère.
- v. 807 – 810 : Saint Barnard (Bernard), fondateur de l’abbaye où il vécut d’abord comme simple moine, nommé contre son gré archevêque de Vienne en 810, fondateur l'abbaye de Romans, où il mourut le 22 janvier 842.
- …910… : Hugo Saint Hugues 1er.
- …1050… : Dudo Dudoni (Dulon).

Mentionné une bulle du pape Léon IX, confirmant la liberté du monastère d'Ambronay. 

### XIIesiècle
- …1100 – 1115… : Didier (Desiderius).
- …1128 – 1150… : Ismion (Ismio/Hismio, Ismido).
- …1143 – 1150… : Jérôme.

Absent des listes mais mentionné dans une transaction personnelle du nouveau prieur de Nantua (1143).
- …1171… : Aimon/Aymon (Aimundus).
- …1182 – 1190… : Boson 1er (Boso).
- …1198 – 1200… : Manassès de Buenc.

Fils du chevalier Jean de Buenc.

### XIIIesiècle
- …1208 – 1211… : Pierre 1er de La Balme/La Baume (Petrus I de Balma).
- …1220… : Gui (Guido) de Sure.
- … 1227 - † 22 octobre 1229 : Pierre II de La Balme/La Baume (Petrus II de Balma).
- v. 1230 - … : Bernon (Berno/Borno/Bernus).
- …1234… : Boson II (Boso II), peut-être le même que le précédent.
- …1247… : Hugues II (Hugo II).
- 1247 – 1267… : Guillaume 1er (Guillelmus I), ancien prieur de Saint-Sorlin.
- …1270 - 6 novembre 1282 : Jean (Johannes I)

Bien que non précisé par les listes, les historiens contemporains l'associent à la famille de La Balme/La Baume. En 1282, l'abbaye, qui était jusqu'alors libre, est placée sous la protection du comte de Savoie.
- …1273… 1283… : Pierre III de La Balme/La Baume (Petrus III de Balma).

Seule la Gallia Christiana l'associe à la famille de La Balme/La Baume. Sans doute Pierre de la Baume, 3e fils de Humbert II, seigneur de La Balme et de Fromente, tige des La Balme, seigneurs de La Balme-sur-Cerdon, et correspondant probablement à l'évêque de Belley[réf. à confirmer].
- …1285… : Jean II de La Balme/La Baume (Johannes II de Balma).

Probablement frère du précédent[réf. à confirmer]. 
- …1290 – 14 novembre 13… : Guillaume II de La Balme/La Baume (Guillelmus II de Balma).

Abbé de S. Claude (1293), probablement frère du précédent[réf. à confirmer].

### XIVesiècle
- …1308 : Hugues de Creveriis (de Cameriaco)[11].

Absent des listes.
- 1308[11] – 1316 (assassiné) : Amblard (Amblardus) de Briord.

Fils du seigneur de la Serra. Moine de Saint-Rambert et frère de l'abbé de ce lieu, Jean I de Briord (1299-1302). Meurt assassiné par trois moines originaires du Dauphiné, alors qu'Amblard de Briord était partisan du comte de Savoie.
- 1317 – 1336 (résigne) : Jean III de La Balme/La Baume[10] (Johannes III de Balma).
- 1336/38 : Aimé/Amédée de La Balme/La Baume (Amedeus de Balma).

Transféré sur le trône de Saint-Vincent de Besançon (1349), proche parent, peut-être un petit-neveu du précédent. Sans doute Aimé/Amédée de La Baulme, 4e fils de Jean de La Baulme, seigneur de la Balme-sur-Cerdon et de Fromentes, et de Marie de Coligny, et ainsi neveu de Pierre III et Jean II[réf. à confirmer].
- …1341 – † 6 octobre 1361 : Étienne de Mugnet (Stephanus I de Mugneto).
- 1362 – † 12 octobre 1399 : Pierre IV du Molard (Petrus V de Molario).

### XVesiècle
- 1400 – 1413 (transfert) : Louis de La Palud († 1451)

Abbé de Tournus (1413-1431), évêque de Lausanne (1431-1433), puis d'Avignon (1433-1441) et de Maurienne (1441-1451), créé cardinal au titre de Ste-Anastasie (1449).
- 1413 – 1419 (résigne) : Jacques Mitte de Chevrières.

Fils Jean Mitte, seigneur de Chevrières, et de Agnès Alleman. Se retire à Chassagne dont il sera abbé en 1425.
- 1425 – 1439 (démission) Jacques II de Mauvoisin († 1439).

Teste en 1437. Enterré dans l'église Sainte-Marie.
- 1438 – † 1455 : Pierre V du Saix (3 février 1455)

Docteur en décrets. Famille du Saix, seigneur de Rivoire (Montagnat).
- 1456 – 1460 : Théodore de Montferrat, protonotaire apostolique. 
  - Bertrand de Loras, vicaire général.
- 1460 – 1469 : Antoine Aleman/Alemand, parfois d'Allemand.

Issu de la famille noble dauphinoise Alleman.
Abbés commendataires
- 1469 – † 1470 : Richard Olivier de Longueil (18 août 1470).

Fils du vicomte d'Eu, évêque de Coutances (1453), créé cardinal le 17 décembre 1456 au titre de Saint-Eusèbe, évêque suburbicaire de Porto (1469), aussi abbé de S. Pierre-sur-Dives (1459), S. Corneille de Compiègne (1463), Sorèze et S. Basle (1465-67).
- …1474 – † 4 juillet 1482 : Jean-Louis de Savoie.

Fils du duc de Savoie, protonotaire apostolique, prince-évêque de Genève (1460), aussi abbé de Saint-Claude (1479) et Payerne, prieur de Nantua (1474).
- 1482 – † 1499 Étienne Morel (24 juillet 1499)

Docteur en décrets, chanoine-comte de Lyon, prieur de Saint-Pierre de Brou, de Dompierre et de Coligny, évêque de Maurienne (1483-1499).

### XVIesiècle
- 1499 – 1527 (résigne) Louis de Gorrevod

Chanoine de Genève, aumônier du duc de Savoie, évêque de Maurienne (1499-1532) et de Bourg (1515-34), créé cardinal le 9 mars 1530, mort le 22 avril 1535.
- 38- Jean-Philibert de Challes, 1527 - † 1544, neveu du précédent, aussi évêque de Maurienne et de Bourg.
- 39- François de Tournon, 22 juillet 1544 – résigne avant 1550, aussi chanoine de Saint-Antoine, évêque d’Embrun (1517), puis archevêque de Bourges (1525), d’Auch (1538), de Lyon (1551), créé cardinal le 9 mars 1530, conseiller et ministre d’État du Roi François 1er, abbé de Tournus, Moutiers-Saint-Jean, S. Julien de Tours, Ainay, La Chaise-Dieu, S. Étienne de Caen, Eu, Perseigne, Joncels, La Charmoye et S. Germain-des-Près…, mort à Saint-Germain-en-Laye le 22 avril 1562 à l’âge de 73 ans.
- 40- Marcel Crescenzi, … 1550 – † 1er juin 1552 à Vérone, cardinal.
- 41- François de Bachod de la Verdatière, 1552 – résigne en 1560, meurt le 1er juillet 1568, évêque de Genève (1556), aussi abbé de Saint-Rambert, nonce du duc de Savoie auprès de deux papes.
- 42- Jean de Bachod, 1560 – résigne vers 1573, neveu du précédent, prieur de la Boisse.

### XVIIesiècle
- 43- Claude de la Cou de Chenavel, (°1573-†1614 le 4 février), neveu du précédent, prieur de la Boisse, membre du Sénat de Savoie et jurisconsulte à Chambéry[13].
- 44- Jean de Cussigny, 1614 – assassiné le 29 mai 1634 près de Faverney.
- 45- François de Livron de Bourbonne († 1647), 1634 – résigne en 1643, abbé commendataire ainsi que de La Chalade (1607), prieur de Relanges (1600-1648) et de Saint-Valbert de Fouchécourt[14].
- 46- François de Livron, 1643 – † mai 1664, neveu du précédent.
- 47- Charles de Livron, 1664 – 28 août 1691, frère du précédent.
- 48- Antoine d'Aix de la Chaize, 1er novembre 1691 – † janvier 1694 à Monbrison, frère du Père de la Chaize, confesseur de Louis XIV, aussi abbé de Chassagne en 1677.

### XVIIIesiècle
- 49- Claude Bouchu, 10 avril 1694 – † 1er février 1730.
- 50- Guy Joseph de Maugiron, juin 1730 – 1750, chanoine et comte de Lyon, agent général du clergé.
- 51- François-René de la Tour du Pin, mars 1753 – 26 juin 1765, chanoine de Tournay, vicaire-général de Riez.
- 52- Paul de Murat, 1765 – † 1787, doyen de Mauriac (1758), vicaire général de Sens, aumônier de Madame.
- 53- Gabriel-Amédée Cortois de Quincey, 1787 – 1789, évêque de Belley depuis 1751, devient abbé de droit et de fait, en vertu de la réunion de la mense abbatiale à son évêché, aussi abbé de Saint-Martin d’Autun (1746) et de Conches (1764), meurt à Belley le 14 février 1791, à l’âge de 77 ans.